# Хатисов, Александр Иванович
Александр Иванович Хатисян (Хатисов) (арм. Ալեքսանդր Խատիսյան, 17 февраля 1874, Тифлис — 10 марта 1945, Париж) — армянский политический и общественный деятель.

## Биография
Из семьи крупного чиновника, армянин.
Окончил Тифлисскую гимназию (1891), учился на медицинских факультетах в Московском и Харьковском университетах. В 1897 году окончил университет с отличием и получил диплом врача. Владел армянским, русским, грузинским, французским, немецким и английским языками. В 1898 выехал за границу для продолжения образования. Посетил Италию, Францию и Германию, где изучал гигиену, общественное, правоохранительное и муниципальное дело: бойни, больницы, водопроводы. Издал в Париже и Берлине несколько брошюр и книг по вопросам городского благоустройства: водопроводах, мостовых, народных домах и др.
В 1900 вернулся в Тифлис, где занимался политической деятельностью. В 1902 году был избран гласным Тифлисской городской думы. С 1905 года — член городской управы. Участник Революции 1905 года. Был близок к армянской революционной партии «Дашнакцутюн»
С 1907 заместитель городского головы Тифлиса, в 1910—1917 годах — городской голова Тифлиса. В 1912 году выступал свидетелем на судебном процессе по делу партии «Дашнакцутюн» в Петербурге.
Во время Первой мировой войны Хатисов — председатель Кавказского комитета Союза городов. В начале войны, в 1914 году в России была объявлена амнистия для дашнаков. Хатисов консультировал главнокомандующего Кавказской армией графа И. И. Воронцова-Дашкова, армянского епископа Тифлиса Тер-Мовсесяна и д-ра Акопа Завриева по вопросу организации армянских добровольческих дружин. Он активно привлекал к этому начинанию дашнакские кадры. Был одним из организаторов помощи армянским беженцам. В 1915 г. был избран заместителем председателя Армянского Национального Бюро (Тифлис). Состоял им до 1917 года.
В конце декабря 1916 г. Хатисов участвовал в совещании у Г. Е. Львова в Москве, на котором обсуждался план подготавливаемого дворцового переворота. По просьбе Львова, Хатисов передал великому князю Николаю Николаевичу, бывшему Кавказским наместником после Воронцова-Дашкова, предложение занять престол после свержения Николая II.. Однако, Николай Николаевич не пожелал стать Николаем III.

### Революция и гражданская война

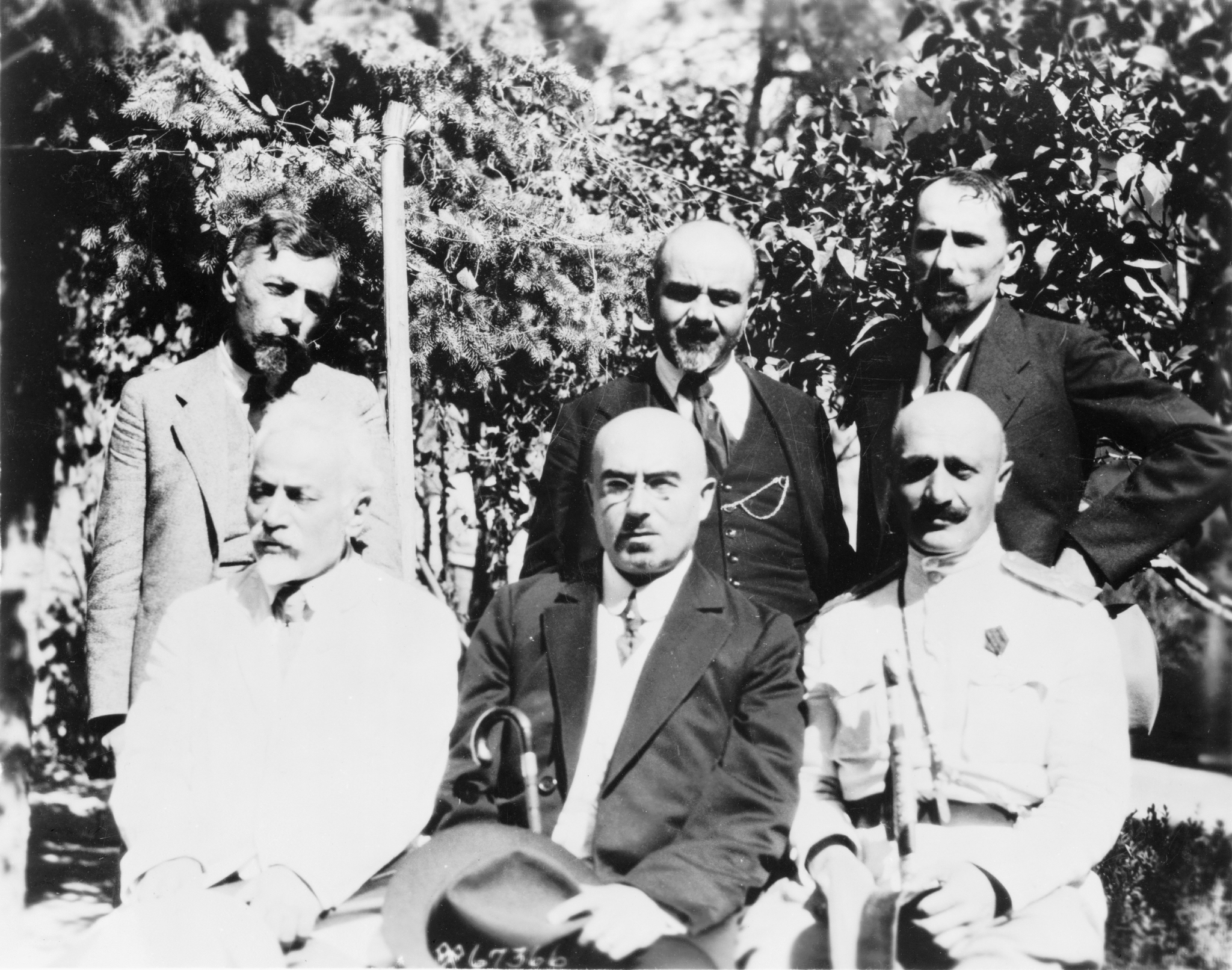
Члены правительства А. Хатисова,
1 октября 1919. Слева направо, сидят: А. Саакян, А. Хатисов, Х. Араратов; стоят: Н. Агбалян, A. Гюлханданян, C. Араратян.

После Февральской революции Хатисов официально вступил в партию «Дашнакцутюн». Возглавил Армянское Национальное Бюро (до октября 1917-го). В марте—апреле 1917 г. председательствовал на Совещании армянских политических партий. В июне 1917-го принял участие в Закавказском крестьянском съезде в Тифлисе. Участвовал в созыве Армянского Национального Совещания (Съезд восточных армян) и в создании Армянского Национального Совета (сентябрь — октябрь 1917 года).
В апреле 1918 г., с образованием Закавказской Демократической Федеративной Республики, назначен министром финансов и продовольствия, а также министром призрения правительства Закавказского Сейма.
В феврале-мае 1918 года Хатисов принимал участие в мирных переговорах с Турцией в Трапезунде и Батуме. После провозглашения независимой Республики Армении (28 мая), Хатисян с Ованесом Качазнуни подписал Батумский мирный договор (4 июня). С октября 1919 г. — министр иностранных дел, с августа 1919 по май 1920 гг. — премьер-министр Республики Армении. Летом 1920 в составе Бюро правительства отправился за границу с целью организаций в армянской диаспоре внутреннего займа и «Золотого фонда» для Армении. 2 декабря от имени законного правительства Армении, подписал Александропольский договор, передав власть армянскому большевистскому Ревкому.

### В эмиграции

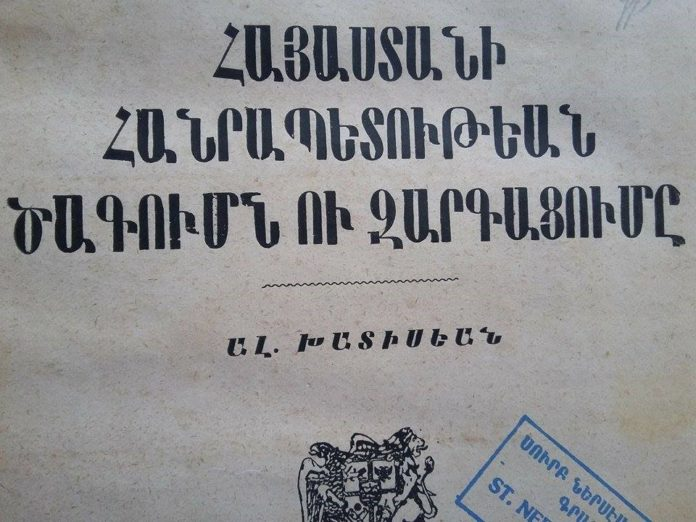
Титульный лист прижизненного издания книги Хатисяна «Возникновение и развитие Республики Армения» (1930 год)

В эмиграции жил в Париже, участвуя в работе армянских и русских общественных организаций. В 1923 г. принял участие в Лозаннской конференции, представляя интересы армянского народа перед Лигой Наций.
В 1926 г. — товарищ председателя «Комитета братской помощи», оказывавшего помощь пострадавшим от землетрясения в Армении. В том же 1926 году — член организационного комитета Очага друзей русской культуры в Париже, его член по 1928 год. Лектор русского народного университета. Сотрудничал в «Иллюстрированной России».
Член масонской ложи «Северная звезда» (1924—1931), ложи «Свободная Россия» (1931—1937) Великого востока Франции. Входил в капитул «Северная звезда» объединявшего русских масонов 18 градуса (1932).
В период оккупации Франции гитлеровскими войсками переехал в Португалию. Жил в Порту. В 1944 году арестован местными властями по доносу о сотрудничестве с немцами, вскоре освобождён за отсутствием доказательств.
Умер 10 марта 1945 года в Париже. Похоронен 14 марта 1945 года на кладбище Пер-Лашез (квартал 97, линия 11/76 номер 27/96).

## Сочинения
- Муниципальное хозяйство города Тифлиса : (Публичная лекция, прочитанная в Нар. ун-те 30 ноября 1908 г.). Тифлис : тип. К. П. Козловского, 1909.
- Краткий обзор деятельности Кавказского отдела Всероссийского союза городов за время ноябрь 1915 г. — май 1916 г. : (Сообщение главноуполномоч. А. И. Хатисова пленарному заседанию 4 июня 1916 г.). Тифлис : тип. Либерман, [1917].
- Возникновение и развитие Республики Армении. Бейрут, 1968.